# Arkady Luxemburg
Arkady Luxemburg recebeu um Master of Arts em 1964 da Academia de Música da Moldávia, a antiga URSS, onde estudou piano performance, composição e teoria musical.
Ele trabalhou como pianista de concerto e instrutor na Academia de Música de Chisinau, na Moldávia, na Escola de Música Coca, na Escola de Ensino Médio David Yellin.
Alguns de seus alunos se tornaram artistas mundialmente famosos: Marcos Seltzer (EUA), Oleg Masenberg (Áustria).
A. Luxemburg é o autor de publicações sobre Teoria da Música e Harmonia. Ele foi diretor musical e pianista dos grupos vocais Ludmila e Majoria.
O A. Luxemburg é membro da União dos Compositores da antiga URSS e da Moldávia e da ASCAP nos EUA. Ele é o compositor de peças para
orquestra sinfônica, "Sinfonietta", "Sinfonia do Holocausto" para cordas, [2] Dois Concertos para piano com Orquestra, Concerto para Violoncelo com
Orquestra, sinfonia de fantasia "Melodias de Primavera", peças de piano: "Aquarelie", "Em memória de Shostakovich", "Em memória de Gershwin"
e muitas outras peças para cordas, metais e ventos.
Suas composições foram publicadas e transmitidas em rádio e televisão, entre outras mídias, assim como gravações. Muitas de suas músicas foram premiadas.
Suas composições foram reproduzidas na Checoslováquia, Romênia, Hungria, Itália, Israel, França e EUA.
Ele também escreve música para filmes, televisão, teatros, coros e música popular. [2]